# 그란 투리스모 7
《그란 투리스모 7》(Gran Turismo 7, グランツーリスモ 7)은 폴리포니 디지털이 개발하고 소니 인터랙티브 엔터테인먼트가 배급하는 레이싱 게임으로 그란 투리스모 메인 시리즈 중 8번째 게임이다. 2020년 6월 11일 플레이스테이션 5 공개 행사에서 발표되었으며, 2022년 3월 4일 발매됐다.